# Heilbronn
Heilbronn är en distriktsfri stad i regionen Heilbronn-Franken i det tyska förbundslandet Baden-Württemberg och är belägen omkring 55 km sydost om Heidelberg och cirka 35 km norr om Stuttgart. Den ligger på båda sidorna om floden Neckar på en bördig utvidgning av flodens dalgång. Folkmängden uppgår till cirka 130 000 invånare. Staden, som ligger i ett distrikt som producerar framför allt röda viner, kallas också vinets stad (Stadt des Weins).
Heilbronn har en mångsidig arbetsmarknad med tillverkning inom livsmedels-, mikroelektronik- och maskinindustri. Ett inte obetydligt antal arbetsställen fungerar som underleverantörer till Audi, BMW, Mercedes och Porsche. Mikrofon- och högtalartillverkaren Beyerdynamic finns också där. I Heilbronn finns också Tysklands näst största producent av bergsalt, Südwestdeutsche Salzwerke AG, som producerar cirka 2,5 miljoner ton salt per år. Belägen vid Neckar har staden också en för regionen betydelsefull hamn.
Heilbronn omtalas första gången 741, befästes av Fredrik II, var 1360–1802 riksstad, innan den inlemmades i  kungariket Württemberg. 1633 ingicks Heilbronnförbundet i staden.